# Штормгласс

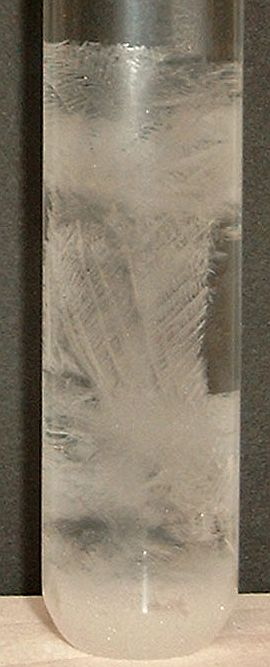
Кристаллический осадок в штормглассе

Штормгласс (штормглас, нидерл. storm — «буря» и glass — «стекло») — химический метеорологический прибор, состоящий из стеклянной колбы или ампулы, заполненных спиртовым раствором, в котором в определённых пропорциях растворены камфора, хлорид аммония и калийная селитра. Одно из названий, использовавшихся в XIX и начале XX века вместе с названием «штормгласс», — «бароскоп». Словарь Гранат (1902) описывает прибор как «химический барометр, сосуд с раствором камфоры, селитры и нашатыря в спирту, разбавленном водой; при хорошей погоде раствор этот прозрачен, смотря по погоде муть прибавляется или исчезает».
Колба герметически запаяна, но, тем не менее, в ней постоянно происходит рождение и исчезновение кристаллов.
По внешнему виду жидкости в приборе якобы возможно предсказывать погоду.

В конце XIX — начале XX века на страницах Энциклопедического словаря Брокгауза и Ефрона давалось следующее описание этому прибору: 
«Бароскопами, или погодниками, неправильно называются также некоторые другие приборы, способные будто бы предсказывать погоду. К числу их относится запаянная с двух концов стеклянная трубка, в которой находится спиртовой раствор камфоры; этот раствор иногда мутится, из него охлаждаются кристаллы, которые потом опять растворяются. Так как атмосферное давление не может передаваться сквозь стекло, то эти явления происходят от каких-нибудь других причин»
.
Этим «химическим барометром» активно пользовался во время своих морских путешествий английский гидрограф и метеоролог, вице-адмирал Роберт Фицрой, который тщательно описал поведение штормгласса, это описание используется до сих пор[кем?]. Поэтому, штормгласс также называют «Барометром адмирала Фицроя». В 1831—1836 Фицрой возглавлял океанографическую экспедицию на корабле «Бигль», в которой участвовал Чарльз Дарвин. До конца своей жизни Фицрой заведовал метеорологическим департаментом Великобритании и руководил британской метеорологической службой.
К числу нетрадиционных «барометров» можно отнести предсказатель бурь или «пиявочный барометр» английского доктора Джорджа Мэриуэзера.
Хотя действие Предсказателя и было доказано наукой, на кораблях британского флота и в портах стали использовать менее громоздкий штормгласс адмирала Роберта Фитцроя.

## Рецепт изготовления штормгласса
А. Делениус в своей книге «30000 новейших открытий, рецептов и общеполезных практических сведений» (Москва, 1885) пишет: «Штормовые склянки, заполняются следующим составом: 1/2 лота (12,8 г: /2 = 6,4 г) камфоры, 1/8 (или 1,6 г) — селитры, столько же — нашатыря. Каждое из этих веществ распускается отдельно в хлебном вине (в старину так называли водку). По сравнению с другими веществами камфора растворяется медленнее, поэтому её нужно подогревать на слабом огне или же опускать в сосуд с тёплой водой. Когда все вещества распущены, всю массу следует смешать и слить в продолговатый сосуд из чистого прозрачного стекла, осторожно закупорить и запечатать сургучом. После этого склянку нужно прикрепить возле окна на открытом воздухе, где она может оставаться зимой и летом. Погоду же прогнозируют по переменам, происходящим в жидкости. Прозрачная жидкость предвещает ясную погоду, мутная — дождь. Мутная жидкость с маленькими звёздочками — грозу. Маленькие точки — туман, сырость. Большие хлопья: зимой — снег, летом — покрытое облаками небо, тяжёлый воздух. Нити в верхней части жидкости — ветер. Кристаллы на дне — густой воздух, мороз. Маленькие звёздочки предсказывают зимой при ясной погоде — снег на другой или третий день. По утверждению автора, чем выше зимой поднимаются кристаллы, тем крепче будет стужа».
Рецепт из английской энциклопедии практических советов, изданной в Лондоне в 1880 году:
2 драхмы (3,885 г X 2 = 7,77 г) камфоры,
1,5 (3,885 X 1,5 = 5,8275 г) — калиевой селитры,
1 (3,885 г) — хлористого аммония,
2,25 жидкой унции (при температуре 16,6° С — 28,349 мл X 2,25 = 63,78525 мл) водного спирта концентрации «пруф» (его можно изготовить из 100 г чистого спирта и 103,1 дистиллированной воды).
Эту смесь помещают в стеклянную трубку длиной 12 дюймов (25,4 мм X 12 = 304,8 мм) и диаметром 3/4 дюйма (19,05 мм).
Современный рецепт:
- 10 г камфоры (D-изомера или натуральной)
- 2,5 г калийной селитры
- 2,5 г нашатыря
- 33 мл дистиллированной воды
- 40 мл спирта.

Растворить селитру и нашатырь в воде, растворить камфору в спирте и затем медленно перемешать две субстанции, желательно на водяной бане. Залить в стеклянную колбу от 1.5 до 3 см шириной и 15-20 см высотой. Запечатать колбу лучше всего притёртой стеклянной пробкой, промазав её силиконовым герметиком.
Процесс изготовления «Загадочной Ампулы», а также подробная методика наблюдения и примерная таблица наблюдений были представлены в приложении «Для умелых рук» к январскому выпуску журнала «Юный техник» за 1989 год.

## Методика наблюдения
- Жидкость в колбе прозрачна — солнечно
- Жидкость мутная — облачно, возможны осадки
- Маленькие точки в жидкости — влажно, туман
- Мутная жидкость с маленькими звёздочками — гроза
- Маленькие звёздочки в жидкости солнечным зимним днём предвещают снег
- Крупные хлопья — облачность в умеренные сезоны, снегопад зимой
- Иглистые кристаллы — заморозки
- Нити у поверхности — ветрено
- Быстрое появление крупного кристалла в чистой колбе при ясной погоде — гроза

Выпадение осадка в штормглассе не напрямую зависит от температуры в помещении, где он находится. В наблюдениях (В. Жвирблис. Что такое штормглас // «Химия и жизнь» : журнал. — 1979. — № 6. — С. 73—76.) указано, что при постоянной температуре в помещении тем не менее происходил рост и растворение кристаллов.  Научных (именно научных, а не любительских) наблюдений зависимости кристаллизации от погодных условий в литературе не существует. Однако, есть гипотеза специалистов по выращиванию кристаллических структур о связи роста кристаллов в насыщенном растворе с изменением геомагнитного поля при небольших колебаниях температуры. То есть, при равных температурных условиях, рост кристаллов начинается только если геомагнитное поле возмущено.